# Alexis Arapoff
Alexis Paul Arapoff (en russe : Алексей Павлович Арапов), né le 6 décembre 1904 à Saint-Pétersbourg (Russie) et mort le 25 septembre 1948 à Gardner dans le Massachusetts, est un peintre russe puis américain. Longtemps installé en France, il a fait partie de la première École de Paris. Il s'est installé ensuite à Boston aux États-Unis en 1930.
 Peintre parisien jusqu'en 1930, il y a joui d'un certain succès dans les années de l'avant-guerre. À l'huile, à la fresque ou-bien par d'autres pratiques comme la mosaïque, Arapoff a représenté des paysages, des fleurs, des portraits, des natures mortes et, après les années 1930, des sujets religieux.

## Biographie

### Enfance et première formation
Il naît dans une famille noble, son père Pavel Arapoff (1878-1918), est un médecin militaire, sa mère Ekaterina (Catherine), née Tolstoïa, est chirurgien de l’œil, c'est une des premières femmes diplômées de l'université de Moscou. Il passe sa jeunesse à Saratov où ses parents sont installés. L'été, il passe ses vacances chez sa grand-mère dans sa propriété, près de Kowno. Il visite la Crimée et la côte balte. En 1913, accompagné de sa mère et de sa sœur, il voyage en Allemagne, en Autriche et en Suisse, visitant de nombreux musées. Pendant la révolution, en 1918, il achève ses études au gymnasium de Saratov.
Pour échapper à la pénurie alimentaire, sa famille s'installe dans une colonie d'Allemands de la Volga, près de Saratov. C'est là que Hans Van Bergler, qui sera plus tard professeur à l'Académie des beaux-arts de Vienne, lui donne ses premières leçons de peinture. En 1921-1922, Il suit les cours de Valentin Ioustitski à l'école d'art de Saratov.

### À Moscou
En 1923, il s'installe à Moscou où il dessine des meubles pour un foyer de travailleurs, des costumes et des décors pour le théâtre d’avant-garde de Nikolaï Foregger. Il peint des portraits et des affiches et s’initie à l’art moderne français auprès de Nicolas Simon. C'est ce dernier qui l'incite à aller à Paris pour peindre. Il entre alors dans la troupe de théâtre du "Faux Miroir” de Nicolas Evreïnoff, et profite d'une tournée à Varsovie, en 1925, pour quitter l'URSS et se rendre à Paris.

### À Paris
Afin de gagner sa vie, il commence par travailler dans un atelier de peinture sur foulard. Il fait la rencontre d'autres artistes russes comme Michel Larionov, Nathalie Gontcharoff, Ilia Zdanevitch, Jean Pougny et André Lanskoy, les poètes Valentin Parnakh, et Boris Poplavski qui lui dédicace le poème Les Anges de l'enfer. Il peint des paysages, des portraits et des natures mortes. Il expose au Salon d'automne en 1926, puis au Salon des indépendants en 1928 et à  celui des Tuileries en 1929, 1930. Il participe à des expositions collectives d'artistes russes à Paris organisées par la galerie M. Henry en 1927, la galerie des Quatre Chemins en 1928, la galerie V. Girchman en mai 1929, la galerie Zborowski en 1929, la galerie Zak en 1930, la galerie L'Époque en 1931.
En 1927 la galerie M. Henry lui consacre une exposition personnelle, toutes les peintures exposées sont vendues. Puis c'est au tour de la galerie Percier, en 1928 et à la galerie Charles-Auguste Girard en 1930.

Il fait la connaissance d'une américaine, Catherine Green, fille de Richard Thomas Green, étudiante à la Sorbonne. Ils se marient à Paris en 1929 et partent pour Boston, aux États-Unis en 1930.

### À Boston
Arapoff peint alors de nombreux sujets religieux. Il ne délaisse pas pour autant les autres sujets qui constituaient son œuvre jusque-là.
En 1934, il oriente son travail dans la recherche et l'application des méthodes techniques médiévales des peintres d'icônes orthodoxes. Il s'emploie à créer ses œuvres - religieuses ou profanes - dans un esprit qui réunit l'art ancien de l'icône et l'influence de l'art moderne de l'époque.
 Il acquiert la citoyenneté américaine en 1937.
 Il meurt en 1948 à l'hôpital en Gardner dans le Massachusetts, après un accident de voiture à Ashburnham, près de Boston.

## Expositions
- Arapoff a exposé à Paris au Salon d'automne en 1926, au Salon des indépendants et au salon des Tuileries en 1928.
- Aux États-Unis, en 1935, à la galerie "Grace Horne Gallery" de Boston et en 1938 au "New England Conservatory of Music" et à “The Arts Gallery” à Boston.
- Institut d'art de Chicago
- "Arapoff" exposition rétrospective de son œuvre, au musée des beaux-arts de Boston avril 1952[l 4].
- Alexis Paul Arapoff. An Exhibition of Religious Paintings, à l'université Fordham à New York, 1967[l 5].
- Religious Works of Alexis Arapoff à la bibliothèque de l'université de Boston (hiver 2002)

## Œuvres
- Des  œuvres sont conservées au musée d'art moderne et contemporain et au Cabinet des estampes et des dessins de Strasbourg[w 4].
- St. N.Y.C, 1933, huile sur toile, 48,6 × 66,7 × 2,2 cm, Luce center New-York[w 5]
- Six Stations d'un Chemin de Croix d'Arapoff ont été offertes au Boston College par la bibliothèque publique de Boston[note 5].

## Famille
Il a eu six enfants : trois filles et trois fils. Sa fille Mary Arapoff est une chanteuse et traductrice de chansons folkloriques, religieuses et lyriques russes. Ses représentations sont souvent accompagnés d'expositions de peintures religieuses de son père.

## Sources